# 祖母谷川
祖母谷川（そぼたにがわ）は、京都府舞鶴市を流れる二級水系の本流。

## 地理
京都府舞鶴市と綾部市、福井県大飯郡高浜町の3点境にある三国岳（標高616m）の西側、舞鶴市多門院地区に源を発し、西進のち北進し舞鶴湾へ注ぐ。

## 特徴
下流の河口付近は、ほぼゼロメートル地帯となっているが、堤防の嵩上げにより、宅地浸水することはない。元々は、浮島という小島があったところに流れついていたが、旧海軍の鎮守府設置に伴う造成工事により、一帯は埋め立てられ、現在の東舞鶴市街地を形成し、東舞鶴市街地の東側を流れる現在の河川となっている。
中流付近は、新興住宅地を経て、のどかな田園地帯を流れており、耕作地帯となっている。
一方で上流は険しい渓谷である。

## 流域の自治体
京都府
- 舞鶴市

## 主な支流
- 胡麻川
- 多門川

## その他河川周辺
- 舞鶴若狭自動車道舞鶴東IC
- 京都府道28号小倉西舞鶴線
- 舞鶴市立新舞鶴小学校
- 舞鶴市立白糸中学校
- 国道27号
- 市立舞鶴市民病院
- 京都府立東舞鶴高等学校浮島分校